# Monte de Piedad de México
El Monte de Piedad de México fue un equipo que participó en la Liga Mexicana de Béisbol con sede en la Ciudad de México, México.

## Historia
El Monte de Piedad participó durante dos temporadas en la Liga Mexicana de Béisbol, debutó para la campaña de 1933 donde terminó empatado en quinto lugar con marca de 8 juegos ganados y 12 perdidos. El siguiente año consiguió el primer y único campeonato de su historia al terminar en primer lugar con marca de 17 juegos ganados y 6 perdidos, con 2 juegos y medio de ventaja sobre los Tuneros de San Luis, el siguiente año el equipo no regresó a la liga.